# Renée Clerc
Renée Clerc (Le Locle, 28 januari 1927 - april 1970) was een Zwitserse alpineskiester. Zij nam deel aan de Olympische Winterspelen van 1948.

## Belangrijkste resultaten

### Olympische Winterspelen
| Jaar | Plaats       | Discipline  | Onderdeel  | Resultaat |
| ---- | ------------ | ----------- | ---------- | --------- |
| 1948 | Sankt Moritz | alpineskiën | slalom (v) | 5e        |